# Остербург (Альтмарк)
Остербург (нім. Osterburg) — місто в Німеччині, розташоване в землі Саксонія-Ангальт. Входить до складу району Штендаль.
Площа — 229,74 км2. Населення становить 9500 ос. (станом на 31 грудня 2021).